# Iurida
Micro-ordre
Les Iurida sont un micro-ordre de scorpions.

## Classification
- †Palaeoeuscorpiidea
  - †Palaeoeuscorpiidae
- Iuroidea
  - Iuridae
  - Caraboctonidae
- Scorpionoidea
  - Scorpionidae
  - Hemiscorpiidae
  - Bothriuridae
  - †Protoischnuridae
- Chactoidea
  - †Akravidae
  - Chactidae
  - Euscorpiidae
  - Superstitioniidae
  - Troglotayosicidae
  - Typhlochactidae
  - Vaejovidae

## Publication originale
- Soleglad & Fet 2003 : High-level systematics and phylogeny of the extant scorpions (Scorpiones: Orthosterni). Euscorpius, n. 11, p. 1-175.